# Psidium fulvum
Psidium fulvum är en myrtenväxtart som beskrevs av Mcvaugh. Psidium fulvum ingår i släktet Psidium och familjen myrtenväxter. Inga underarter finns listade i Catalogue of Life.